# Jennie Bender
Jennie Bender (* 12. Januar 1988) ist eine ehemalige US-amerikanische Biathletin und Langläuferin.

## Privatleben
Jennie Bender stammt aus Vermont und lebt in Bozeman im US-amerikanischen Bundesstaat Montana, wo sie auch trainiert. Sie fing im Alter von etwa 15 Jahren mit dem Skilanglauf an, um während des Winters ihre Ausdauer zu trainieren. Sie hat an der University of Vermont studiert. Nach dem Ende ihrer Karriere als aktive Athletin wurde sie Trainerin und betreut die Langläufer der University of Alaska Fairbanks.

## Werdegang

### Langlauf
Ihr erstes FIS-Rennen bestritt Jennie Bender im Februar 2007 in Stowe, Vermont. Es folgten viele Teilnahmen bei Rennen im Rahmen des Nor-Am Cups sowie bei nationalen Meisterschaften. Ihr erstes Weltcuprennen bestritt sie im März 2014 im finnischen Lahti. Nachdem sie von ihren Trainern nicht für die Teilnahme an den Olympischen Winterspielen 2018 berücksichtigt worden war, wechselte sie Ende 2017 im Alter von fast 30 Jahren zum Biathlon. In ihrer aktiven Zeit als Skilangläuferin wurde sie vier Mal amerikanische Meisterin im Sprint, vier Mal Gewinnerin der SuperTour im Sprint, stand neun Mal bei nationalen Meisterschaften auf dem Podium, nahm an 18 Weltcuprennen teil, gewann die Klassikwertung des American Birkebeiner 2011 und die Sprintwertung 2013 und stand über 30 Mal bei SuperTour-Rennen auf dem Podium.

### Biathlon
Nachdem Jennie Bender nicht für die Teilnahme an den Olympischen Winterspielen 2018 als Skilangläuferin nominiert wurde und sie sich ungerecht durch ihre Trainer behandelt fühlte, wechselte sie zur Saison 2017/18 zum Biathlon. Ihre ersten internationalen Biathlonrennen bestritt sie bei den Biathlon-Europameisterschaften 2018. Das Einzelrennen beendete sie mit zehn Strafminuten auf Rang 87, im Sprint erreichte sie mit sechs Schießfehlern nur Rang 97. Im folgenden Winter wollte Bender ursprünglich wieder im Welt- oder IBU-Cup starten, nachdem sie sich aufgrund einer Plantarfasziitis einer Operation unterziehen musste, konnte sie im Winter nicht an Wettkämpfen teilnehmen.
Nach ihrer Genesung kehrte sie nicht mehr als aktive Athletin zurück, sondern schlug eine Trainerlaufbahn ein.